# Denitrificazione
La denitrificazione è un processo nell'ambito del ciclo dell'azoto nel terreno, che comporta la riduzione dell'azoto nitrico con formazione di gas che si liberano nell'atmosfera (N2, N2O).

## Natura del processo
Il processo è attuato da batteri anaerobi appartenenti ai generi Achromobacter, Bacillus, Micrococcus, Pseudomonas, Spirillum. In condizioni di anaerobiosi questi batteri sfruttano la respirazione anaerobica utilizzando come accettore finale lo ione NO3- (ione nitrato) al posto dell'ossigeno.
I prodotti finali della denitrificazione in senso lato sono l'azoto elementare (N2), l'ossido di diazoto (N2O), lo ione nitrito (NO2-), lo ione ammonio (NH4+). Va specificato, però, che la riduzione a ione nitrito e a ione ammonio sono processi reversibili in quanto inversi, rispettivamente, alla nitratazione o nitricazione e alla nitrificazione. Ai fini agronomici, pertanto, la denitrificazione in senso stretto fa riferimento ai processi irreversibili che comportano la perdita dell'azoto nell'atmosfera sotto forma di elemento o di ossido.

## Aspetti agronomici
La denitrificazione in senso stretto è un processo negativo in quanto determina una perdita definitiva dell'azoto del terreno sottraendolo dal ciclo biogeochimico e, quindi, alle piante. Tali perdite possono essere ripristinate solo con l'azotofissazione e con la concimazione.
Le condizioni che favoriscono la denitrificazione sono quelle che comportano l'instaurarsi di una carenza di ossigeno nel terreno, pertanto il processo acquista intensità nei terreni soggetti a ristagno idrico e in quelli mal strutturati. Le cause indirette sono le lavorazioni irrazionali e l'inadeguata sistemazione idraulico-agraria del terreno.